# Lamstedt
Lamstedt è un comune di 3.341 abitanti della Bassa Sassonia, in Germania.
Appartiene al circondario (Landkreis) di Cuxhaven (targa CUX) ed è parte della comunità amministrativa (Samtgemeinde) di Börde Lamstedt.